# Croton rosarianus
Croton rosarianus är en törelväxtart som beskrevs av Mart.Gord. och Cruz Durán. Croton rosarianus ingår i släktet Croton och familjen törelväxter. Inga underarter finns listade i Catalogue of Life.